# 櫻木咲子
櫻木 咲子（さくらぎ さきこ）は、日本の作曲家、ボーカリスト、声優。株式会社INSPION所属。主な参加作品は『バイオハザード RE:2』『ファイナルファンタジーVII リメイク』、『ファイナルファンタジーVII リバース』。

## 参加作品

### ゲーム
- バイオハザード RE:2 （作編曲)
- ファイナルファンタジーVII リメイク（編曲）
- ファイナルファンタジーVII リバース（作編曲、歌唱）
- ファイナルファンタジー レコードキーパー（作編曲、歌唱）
- アナザーエデン 時空を超える猫 第2部 東方異象編 「時の女神の帰還」後編 結（作編曲)
- アナザーエデン 時空を超える猫 外典「剣の唄と失楽の翼」（作編曲)
- アナザーエデン 時空を超える猫 外史  「彷徨える少女と久遠の渦」（作編曲、歌唱）
- アナザーエデン 時空を超える猫 第3部 虚時層輪象編 時間帝国の逆襲（作編曲)
- アナザーエデン 時空を超える猫 外典「八千夜の咎とまつろわぬ刃」（歌唱)
- 機動戦士ガンダム バトルオペレーション Code Fairy（作編曲)
- 魔法少女まどか☆マギカ Magia Exedra（作編曲、歌唱)
- アークナイツ（作編曲、歌唱)
- 信長の野望 天下への道（作編曲)
- エルゴスム（作編曲、歌唱）
- DEEMOⅡ（作編曲、歌唱）
- ニンジャラ（作編曲)
- 依露希尔：星晓（作編曲)
- 狼と香辛料VR （作編曲)
- 狼と香辛料VR2 （作編曲)
- 放置少女〜百花繚乱の萌姫たち〜（作編曲)
- King of Yggdrasil: Overlord Mobile（作編曲)
- 光と夜の恋（作編曲)
- 誰ガ為のアルケミスト（作編曲)
- ドールズオーダー（作編曲)

### 映画
- Standing Woman（作編曲)

### アーティスト
- 奥華子「365日の花束」（編曲）
- 奥華子「願い」（編曲）

### その他
- エレクトリアコード（「さくらぎ咲子」名義で声優）
- マッチングアプリが解く恋の方程式（「さくらぎ咲子」名義で声優）

## 出演
- 2018年　音楽制作番組 Sound Roster -Cubase9.5で実践！女性クリエイターのリアル楽曲制作現場- (声優・小岩井ことりと共演)[1]

- 2019年　東京ゲーム音楽ショー　トークショー（ゲスト出演）[2]

- 2019年　ヤマハ・スタインバーグ　Cubase セミナー（講師）[3]